# Îlot d'Arzew
L'îlot d'Arzew (en arabe : أرزيو) est un îlot inhabité de la mer Méditerranée en Algérie.

## Description
L'îlot d'Arzew, est situé à 200 m du rivage, à 2,5 km au nord-ouest du port d'Arzew dans la partie ouest du golfe d'Arzew.
Le phare de l'îlot d'Arzew est construit sur l'îlot.
L'îlot fait partie  à la commune d'Arzew de la wilaya d'Oran.
L'îlot d'Arzew Il semble s'identifier à l'île Tugisme, île fantôme qui se trouve, dit-on, entre Mostaganem et la baie d'Arzew et qui serait un rocher nu et plat, très voisin de la plage.

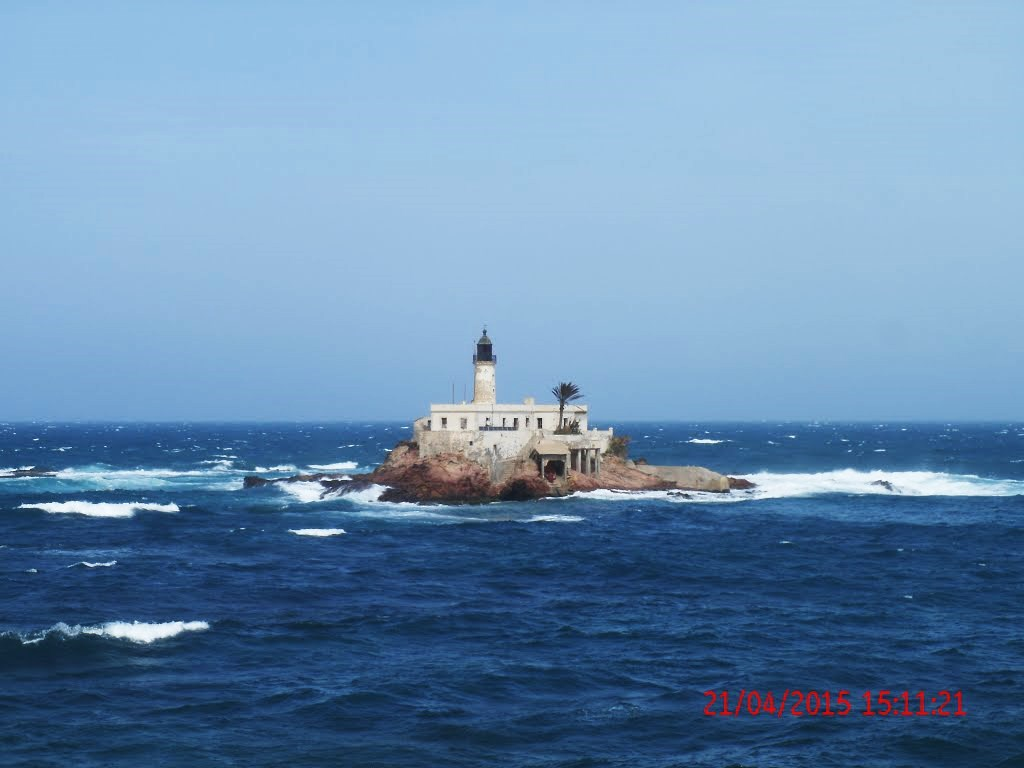
L'îlot d'Arzew vu du continent.